# Henri Tincq
Henri Tincq (* 2. November 1945 in Fouquières-lès-Lens; † 29. März 2020 in Villeneuve-Saint-Georges) war ein französischer Journalist.

## Leben
Henri Tincq studierte Philosophie am Institut d’études politiques de Paris und absolvierte ein Journalismusstudium an der École supérieure de journalisme de Lille. Er arbeitete jahrelang, ab 1981 als stellvertretender Chefredakteur, für die römisch-katholische Tageszeitung La Croix, bevor er von 1985 bis 2008 für die renommierte Tageszeitung Le Monde tätig war. Seit seiner Pensionierung schrieb er vereinzelt für die französischsprachige Version von Slate.
Tincq spezialisierte sich auf Religions-, Vatikan- und Papstgeschichte. Neben seinen Artikeln veröffentlichte er zu diesen Themen seit 1991 mehrere Bücher. Für diese Arbeiten wurde er mehrfach ausgezeichnet. So erhielt er 2001 eine Auszeichnung des Templeton-Preis in der Kategorie Journalismus und wurde 2007 zum Ritter der Ehrenlegion ernannt.
Am 29. März 2020 verstarb Tincq im Alter von 74 Jahren an den Folgen einer SARS-CoV-2-Infektion während der COVID-19-Pandemie in Frankreich in einem Krankenhaus in Villeneuve-Saint-Georges.

## Veröffentlichungen (Auswahl)
- L'Église pour la démocratie (1991)
- L'Étoile et la Croix (1993)
- Les Médias et l’Église : évangélisation et information (1997)
- Défis au pape du troisième millénaire : le pontificat de Jean-Paul II, les dossiers du successeur, (1997)
- Les Génies du christianisme : histoires de prophètes de pécheurs et de saints (1999)
- Vivre l'islam (2003)
- Une France sans Dieu (2003)
- Larousse des religions (2005)
- Ces papes qui ont fait l'histoire (2006)
- Les Catholiques (2008)
- Catholicisme : le retour des intégristes (2009)
- Jean-Marie Lustiger : le cardinal prophète (2012)
- La grande peur des catholiques de France (2018)